# Union sacrée de la nation
L'Union sacrée de la nation (USN) est une coalition parlementaire dirigeant le parlement de la République démocratique du Congo,. Elle regroupe plusieurs partis politiques, notamment l'Union pour la démocratie et le progrès social, l'Union des démocrates mobutistes, l'Union pour la nation congolaise, le Mouvement de libération du Congo, le Parti lumumbiste unifié et l'Alliance des forces démocratiques du Congo. Fondée en décembre 2020 par le président Félix Tshisekedi, cette coalition est née des tensions entre la coalition Cap pour le changement (en) et Front commun pour le Congo de Joseph Kabila. En avril 2021, après une lutte de pouvoir de quatre mois, l'Union sacrée a pris le contrôle du gouvernement. Après les élections législatives de 2023, la coalition rassemble plus de 400 membres.
L'adhésion à l'Union sacrée est généralement motivée par des considérations stratégiques et politiques, plutôt que par un alignement idéologique avec le président Tshisekedi et son parti. Malgré cela, la coalition s'efforce de poursuivre des objectifs communs, tels que renforcer la sécurité, notamment dans l'est du pays, développer les infrastructures, promouvoir l'État de droit, améliorer les conditions de vie des citoyens et mener à bien une réforme électorale,,,,,,,,.

## Contexte

### Élections de 2018
En 2018, la République démocratique du Congo (RDC) a organisé une élection présidentielle longtemps attendue. Les résultats, marqués par une controverse généralisée, ont conduit à l'accession de Félix Tshisekedi à la présidence en janvier 2019. Il est largement présumé que Tshisekedi aurait conclu un accord secret avec le président sortant, Joseph Kabila, huit jours avant l'annonce officielle des résultats, remettant en question la transparence de l'élection,,,,,,.
L’accord secret entre Tshisekedi et Kabila a permis à ce dernier de maintenir une influence significative sur les processus décisionnels du gouvernement via son parti, le Front commun pour le Congo (FCC). Cet accord a également garanti l'immunité à Kabila et à ses alliés, les mettant à l’abri de poursuites judiciaires, tout en donnant au FCC le pouvoir de nommer des ministres clés. Par conséquent, cet arrangement a restreint le pouvoir de Tshisekedi et de sa coalition, le Cap pour le changement (CACH), face à une Assemblée nationale et un Sénat largement dominés par le FCC,,,,,,.
Remettant en question la légitimité de la victoire de Tshisekedi, la Conférence épiscopale de la République démocratique du Congo a déclaré que le véritable gagnant de l’élection était Martin Fayulu, soulevant ainsi des doutes sur la crédibilité du processus électoral,,,,,,.

## Séparation de Tshisekedi et Kabila
Tout comme les accords de partage du pouvoir précédents, l'alliance CACH-FCC s'est avérée inefficace pour assurer la sécurité nationale et relever les défis économiques auxquels le pays était confronté, notamment les mauvaises conditions de vie de sa population. L'alliance a connu d'importants conflits internes, qui ont éclaté lorsque Tshisekedi a procédé à des nominations cruciales à la direction militaire et aux tribunaux civils sans demander l'aval du FCC. En outre, la décision de Tshisekedi de nommer deux juges de la Cour constitutionnelle, qui ont été rejetés par le FCC, a encore intensifié les désaccords,,,,.
Un autre point de conflit concernait la nomination de Ronsard Malonda à la tête de la Commission électorale nationale indépendante par l'Assemblée nationale sans obtenir le consentement du président Tshisekedi,,.
Le FCC était fermement convaincu que les nominations de Tshisekedi étaient une tentative délibérée de consolider son pouvoir et de se distancer de la coalition avant les prochaines élections de 2023. Tshisekedi, de son côté, estimait que le FCC entravait la progression de son programme de réformes. Il a donc pris la décision de former sa propre coalition, vraisemblablement dans le but de faire avancer ses objectifs politiques de manière indépendante,.

## Histoire
Le 6 décembre 2020, après de longues consultations avec les partis politiques et des personnalités influentes, Tshisekedi a déclaré dans un discours à la nation qu'il prévoyait de se séparer du FCC et de former une nouvelle coalition. Cette décision a été accueillie avec scepticisme, car beaucoup considéraient qu'il s'agissait d'une entreprise risquée et vouée à l'échec. Cependant, pour assurer le succès de sa nouvelle coalition, Tshisekedi a utilisé une tactique de persuasion. Il a lancé un avertissement selon lequel s'il ne rassemblait pas suffisamment de membres pour rejoindre sa coalition, il dissoudrait complètement le Parlement. Cette menace a créé un sentiment d'urgence parmi les députés, qui craignaient la possibilité de perdre leur poste lors de nouvelles élections. Par conséquent, plusieurs députés ont choisi de changer d'allégeance pour la coalition nouvellement formée par Tshisekedi,.
De plus, certaines personnes ont choisi de s'aligner sur la nouvelle coalition en échange de divers avantages. Certains ont été attirés par la perspective d'obtenir de nouveaux postes au sein du gouvernement, tandis que d'autres se sont vu promettre que leurs intérêts seraient protégés et défendus.

## Gouvernement
En avril 2021, la coalition a finalement prêté serment au gouvernement avec l’approbation de 412 membres du parlement. Le cabinet de 57 membres était notamment composé de 14 femmes et a opté pour un équilibre délicat entre les jeunes dirigeants et les acteurs politiques et alliés établis,.
En 2022, 14 des 26 gouverneurs, dont la plupart étaient membres du FCC, ont été démis de leurs fonctions par leurs assemblées provinciales respectives, qui étaient majoritairement contrôlées par l’Union sacrée. Les élections spéciales pour les postes nouvellement vacants ont été entachées d’irrégularités et se sont terminées par la prise de contrôle par l’Union sacrée de 12 des 14 gouvernorats en lice. L’élection de Tshopo a donné lieu à une égalité de voix, mais en raison des lois électorales, le candidat le plus âgé, qui se trouvait être membre de l’Union sacrée, a été déclaré vainqueur. La Cour d’appel de Kisangani a par la suite annulé cette décision et a forcé la tenue d’une autre élection qui s’est terminée par la victoire d’un candidat indépendant,.

## Histoire électorale

### Présidence
| Année | Candidat         | Résultat   | Résultat |
| Année | Candidat         | Votes      | %        |
| ----- | ---------------- | ---------- | -------- |
| 2023  | Félix Tshisekedi | 13 058 962 | 73,47    |

### Sénat
| Année | Voix | % | Rang | Sièges   |
| ----- | ---- | - | ---- | -------- |
| 2024  |      |   | 2e   | 85 / 109 |

### Assemblée nationale
| Année | Voix | % | Rang | Sièges    |
| ----- | ---- | - | ---- | --------- |
| 2024  |      |   | 1er  | 450 / 500 |

### Élections au poste de gouverneur
| Élection                 | sièges  | +/– | Position |
| ------------------------ | ------- | --- | -------- |
| Élections spéciales 2022 | 11 / 14 | 11  | 1er      |